# Мадейра (остров)
О́стров Маде́йра (порт. Ilha da Madeira) — главный остров одноимённого архипелага, находящегося в северной части Атлантического океана у северо-западного побережья Африки. Хотя остров расположен на Африканской литосферной плите, он уже почти шесть веков этнически, культурно, политически и экономически вполне относится к Европе. Вместе с другим заселённым островом архипелага Порту-Санту, а также островами Ильяш-Дезерташ и Селваженш образует Автономный регион Мадейры со столицей в городе Фуншале. Принадлежит Португалии.
По имени острова названо креплёное вино Мадера, которое издавна производили здесь.
Ежегодно встреча Нового года здесь сопровождается зрелищным фейерверком. В ночь на 1 января 2007 года огонь от этого фейерверка образовал эллипс длиной 6 км и шириной 2,7 км, попав в Книгу рекордов Гиннесса как самый большой пиротехнический праздник в мире. Мадейра является родиной знаменитого футболиста Криштиану Роналду.

## Физико-географические черты
Вулканический по происхождению, остров Мадейра расположен в Макаронезии около 660 км к западу от побережья Марокко и 420 км к северу от Канарских островов. Удаленность от португальской столицы, Лиссабона, составляет 980 км. Приблизительные географические координаты острова — 32° 44' северной широты и 16° 59' западной долготы. Остров имеет грубо трапециевидную форму и удлинён с запада на восток, его максимальная длина около 57 км, ширина — 27 км, общая площадь 740,7 км². Ближайший населенный остров — Порту-Санту, расстояние до которого составляет около 42 км.
Крайние точки острова с обозначением соответствующей географической координаты приведены в таблице ниже:
| Расположение относительно сторон света | Название крайней точки острова | Название крайней точки острова | Географические координаты |
| Расположение относительно сторон света | русский язык                   | португальский язык             | Географические координаты |
| -------------------------------------- | ------------------------------ | ------------------------------ | ------------------------- |
| Север                                  | Понта-ду-Триштау               | Ponta do Tristão               | 32º 52’ 14’’ с. ш         |
| Юг                                     | Понта-да-Круш                  | Ponta da Cruz                  | 32º 37’ 58’’ с. ш         |
| Восток                                 | Ильеу-ду-Фарол                 | Ilhéu do Farol                 | 16º 39’ 19’’ з. д         |
| Запад                                  | Понта-ду-Паргу                 | Ponta do Pargo                 | 17º 15’ 58’’ з. д         |

### Геоморфология

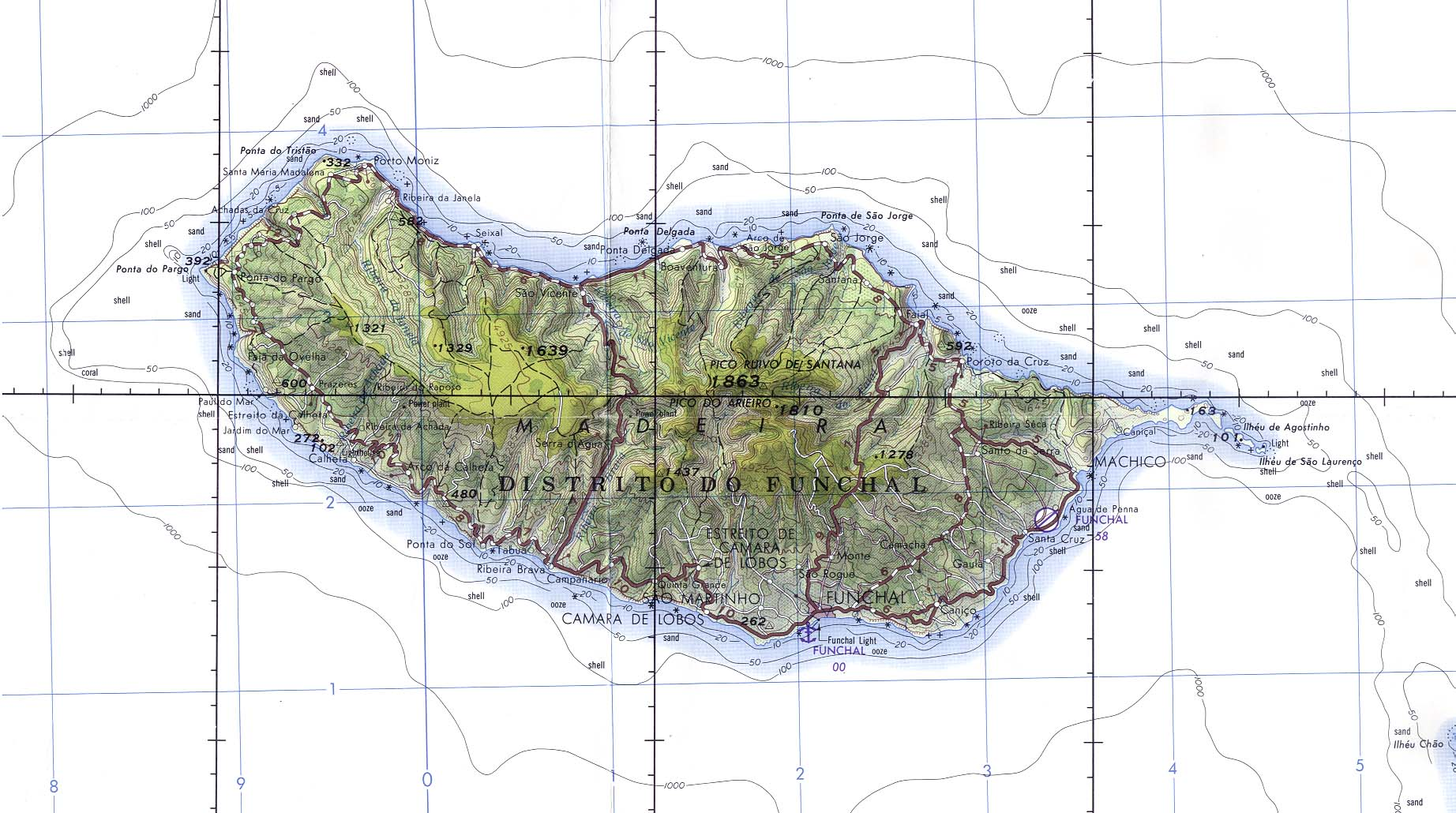
Топографическая карта острова

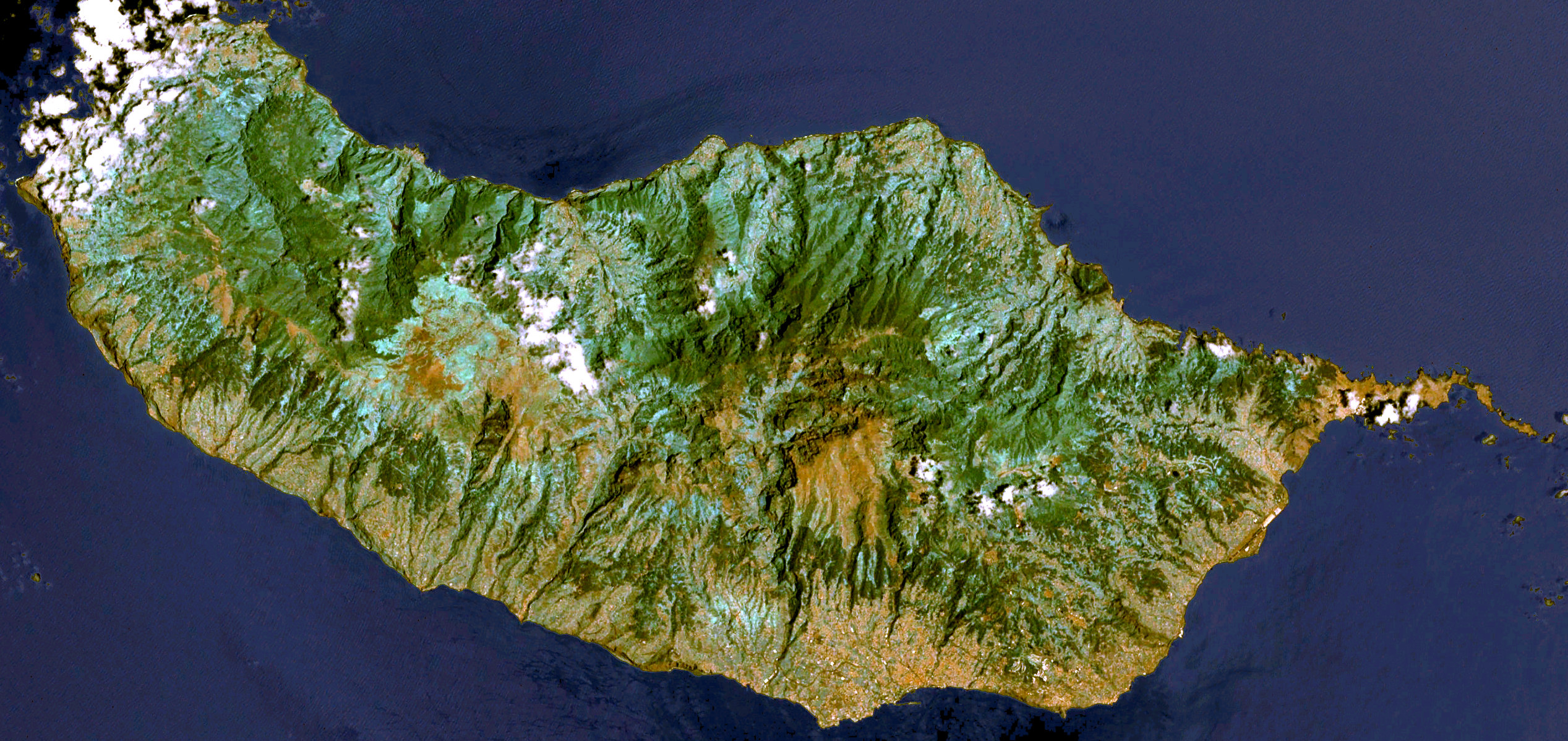
Снимок острова. Фотография NASA

В орографическом отношении остров имеет довольно отвесные берега, хотя существуют и пониженные участки. По сути он является верхней точкой подводного хребта, расположенного на Африканской литосферной плите. Считается горячей точкой, что объясняется вулканической природой его возникновения. Генезис архипелага, к которому относится остров Мадейра, берет своё начало ещё в меловой период, примерно 115 млн лет назад. Считается, что первым возник остров Порту-Санту в период миоцена, примерно 8 млн лет назад. Остров Мадейра является относительно молодым, возникшим в переходный между миоцена и плиоцена период, примерно 5 млн лет назад. Рельеф острова Мадейра испытал меньшее влияние эрозионных процессов, чем это можно наблюдать у его соседа — острова Порту-Санту. С начала своего возникновения и до сих пор различают пять основных фаз вулканических процессов образования острова Мадейра, видимых в различных его частях:
- Формирование базы, характеризующееся значительными извержениями и взрывом материала, которое завершилось около 3 млн лет назад;
- Формирование периферийной части, при котором наблюдалось значительное замедление предыдущей фазы и движение дайок и возвышенностей, завершилось около 740 тыс. лет назад;
- Формирование зон высокогорья, что сопровождалось взрывами тефры и образованием скал высотой от 400 до 900 м вдоль северного и южного берегов острова. Завершения этой фазы произошло около 620 тыс. лет назад;
- Формирование базальтов в районе Паул-да-Серра (порт. Paúl da Serra), находящийся в центре западной части острова на высоте около 1500 м, что стало возможным благодаря геологическому разлому горы Бика-да-Кана (порт. Bica da Cana) около 550 тыс. лет назад, сегодня это одноименная гора высотой 1620 м;
- Недавние извержения вулкана практически определили площадь острова. Выбросы магматических масс также относятся к этой фазе, завершилось около 6,5 тыс. лет назад.

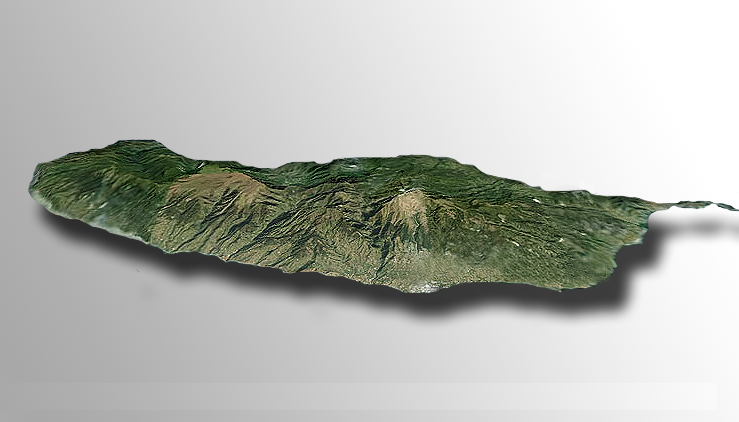
Трехмерное изображение острова

Итак, постоянные вулканические процессы в сочетании с эрозией и тектоническими движениями, сформировали рельеф острова Мадейра в его современном виде, что значительно отличается от других островов архипелага, ориентация которого совпадает с направлением движения Африканской литосферной плиты.
Общая протяженность побережья острова составляет около 160 км, а его средняя высота превышает отметку в 1300 м над уровнем моря. Наивысшей его точкой является гора Пику-Руйву (порт. Pico Ruivo), высота которой составляет 1862 м. Кроме того остров имеет две вершины, высота которых превышает 1800 метров: Пику-даш-Торреш (1850 м) (порт. Pico das Torres) и Пику-ду-Ариейру (1818 м) (порт. Pico do Arieiro).

### Климат
Особенностью регионального климата Мадейры является изменение климатических условий с севера на юг. Для большей части территории острова характерен мягкий океанический субтропический климат, однако крайний его юг имеет некоторые элементы тропического климата, а крайний север — умеренного. Кроме того, на острове выделяют несколько микроклиматов, что обусловлено его характерным рельефом и направлением ветров.
Среднемесячная температура в южной прибрежной полосе, где сосредоточено большинство островного населения, колеблется около +20 °C; на острове никогда не бывает жарко, максимальная температура в летние месяцы редко достигает +33 °C. Средняя температура морской воды определяется Гольфстримом и колеблется от +18 °C в зимние месяцы до +22 °C в летние. Преобладающие ветра с запада на север зимой, и северо-западные — летом. Режим осадков очень разнообразный для разных частей острова: на юго-востоке среднее количество осадков составляет около 500 мм и менее в год, а дожди выпадают крайне нерегулярно, на северном побережье превышает 2000 мм.
Средние климатические показатели города Фуншал по месяцам приведены в таблице ниже:
| Погодные условия в течение года | Среднемесячная температура, °C | Среднемесячная температура, °C | Относительная влажность воздуха, % | Количество осадков, мм |
| Погодные условия в течение года | воздуха                        | воды                           | Относительная влажность воздуха, % | Количество осадков, мм |
| ------------------------------- | ------------------------------ | ------------------------------ | ---------------------------------- | ---------------------- |
| Январь                          | +15,00                         | +18,7                          | 62,2                               | 78,3                   |
| Февраль                         | +14,92                         | +18,7                          | 62,7                               | 79,8                   |
| Март                            | +15,35                         | +18,7                          | 57,5                               | 58,8                   |
| Апрель                          | +16,24                         | +20,0                          | 61,3                               | 33,4                   |
| Май                             | +17,32                         | +20,0                          | 61,5                               | 21,4                   |
| Июнь                            | +19,16                         | +20,0                          | 65,1                               | 16,0                   |
| Июль                            | +20,78                         | +22,7                          | 66,3                               | 2,9                    |
| Август                          | +22,19                         | +22,7                          | 63,0                               | 6,7                    |
| Сентябрь                        | +21,47                         | +22,7                          | 62,3                               | 20,4                   |
| Октябрь                         | +19,97                         | +21,4                          | 63,4                               | 97,4                   |
| Ноябрь                          | +17,50                         | +21,4                          | 65,3                               | 137,3                  |
| Декабрь                         | +15,80                         | +21,4                          | 64,6                               | 85,4                   |

### Флора и фауна

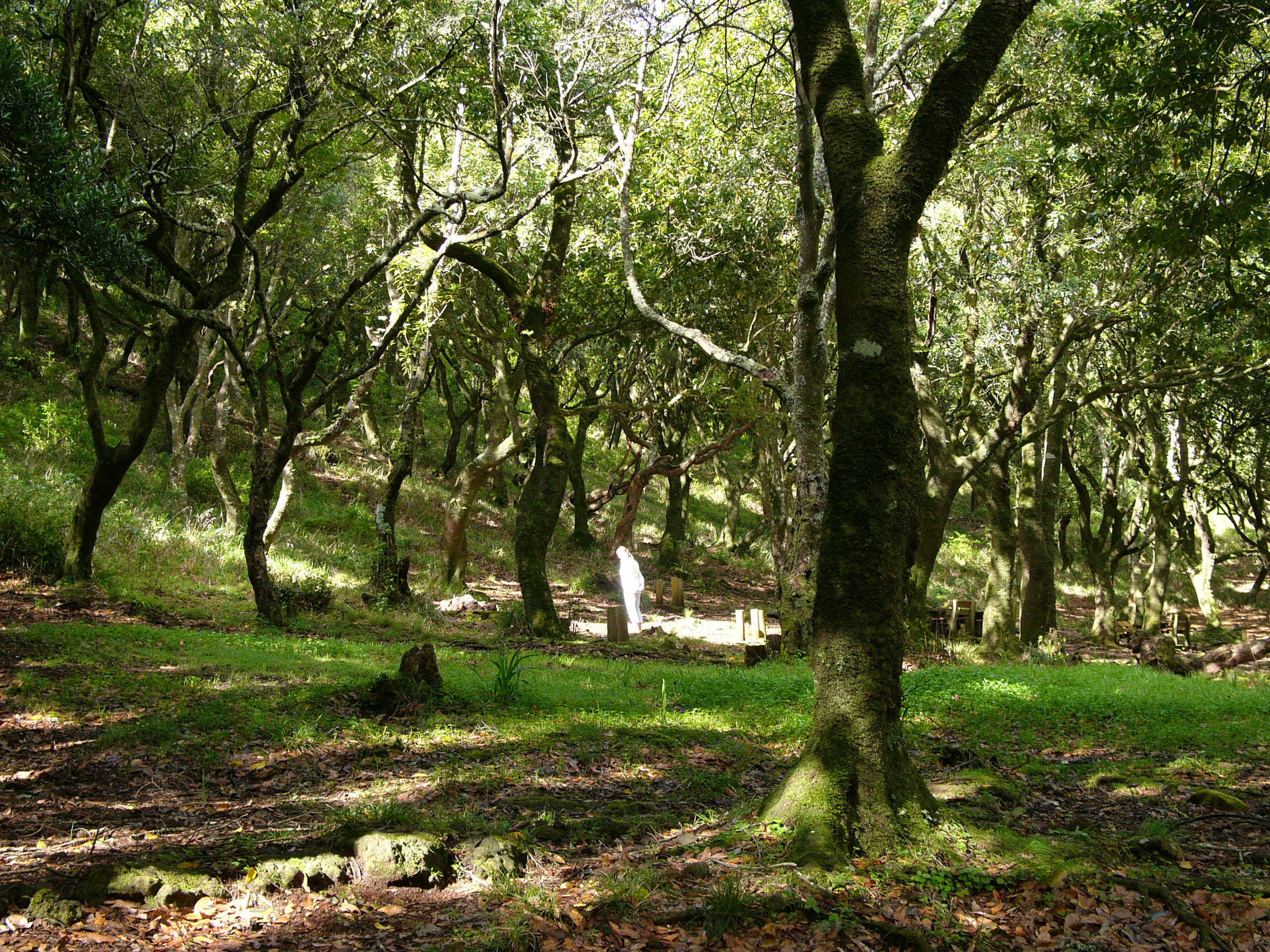
Типичный древостой лаурисилвы

Растительность острова Мадейры является очень богатой и разнообразной по видовому составу, во многом уникальная, заключая немало эндемичных видов. Примерно 15 тысяч га в разных частях острова занимают лавровые леса (лаурисилва), что составляет 20 % всей площади острова. Эти реликтовые тропические леса по видовому составу представлены деревьями семейства лавровых и растут на высоте от 300 до 1400 метров над уровнем моря в северной части острова, от 700 до 1600 — в южной. Считается, что около 90 % лаурисилвы является девственными лесами, которые являются уникальными ареалами для многочисленных раритетных, реликтовых и эндемичных видов растений: мохообразных, папоротникообразных, покрытосеменных, а также беспозвоночных видов животных. Эндемики лаурисилву включают 66 видов сосудистых растений и мадейрского голубя (Columba trocaz), что послужило одной из причин того, что в 1999 году этот лес был объявлен мировым наследием ЮНЕСКО.

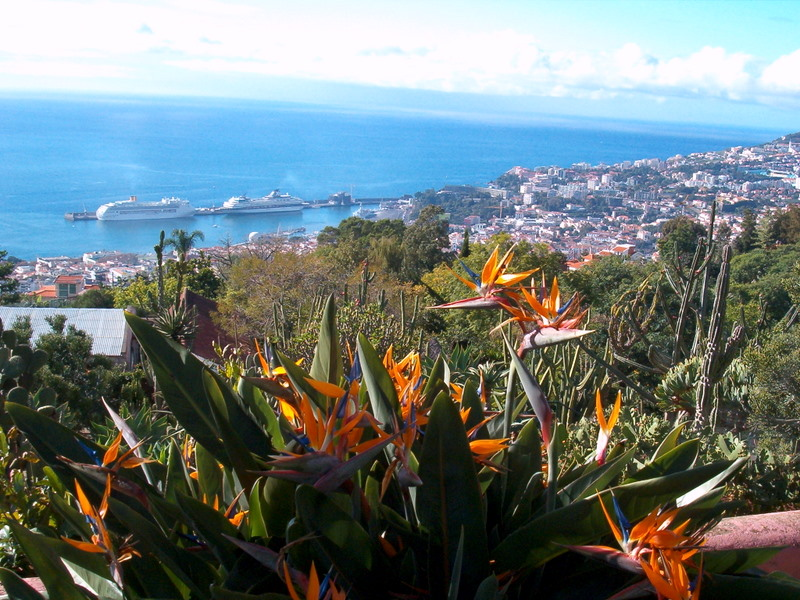
Вид на Фуншал

На протяжении многих лет лаурисилву считали единственным коренным типом леса на острове, однако недавние исследования показывают наличие пяти коренных типов лесных группировок на Мадейре: Olea maderensis, Apollonias barbujana, Ocotea foetens, Persea indica, Erica arborea.
Общее же количество представителей сосудистых растений на острове составляет 1226 видов, включая коренные и интродуцированные виды, причём 123 является эндемичными.
Кроме того, на острове есть множество парков и садов, в которых растет немалое количество видов растений, завезенных сюда из разных континентов мира. Однако главным ботаническим садом является расположенный в северной части Фуншала Ботанический сад Мадейры (порт. Jardim Botânico da Madeir'), захватывающий посетителей своей роскошной растительностью. Этот сад поражает своими гармоничными формами и редкими цветными контрастами, а расположение его аллей позволяет посетителям наслаждаться одновременно морским побережьем города и окружающими его холмами. На территории ботанического сада растёт более 2 тысяч экзотических видов растений. С 2005 года сад имеет станцию канатной дороги, время проезда по которой в центр Фуншала составляет около 7 минут. Другими важными садами является тропический сад «Монте-Паласе» (порт. Jardim Tropical Monte Palace) и муниципальный сад Фуншала, где собраны самые красивые экземпляры островной флоры.

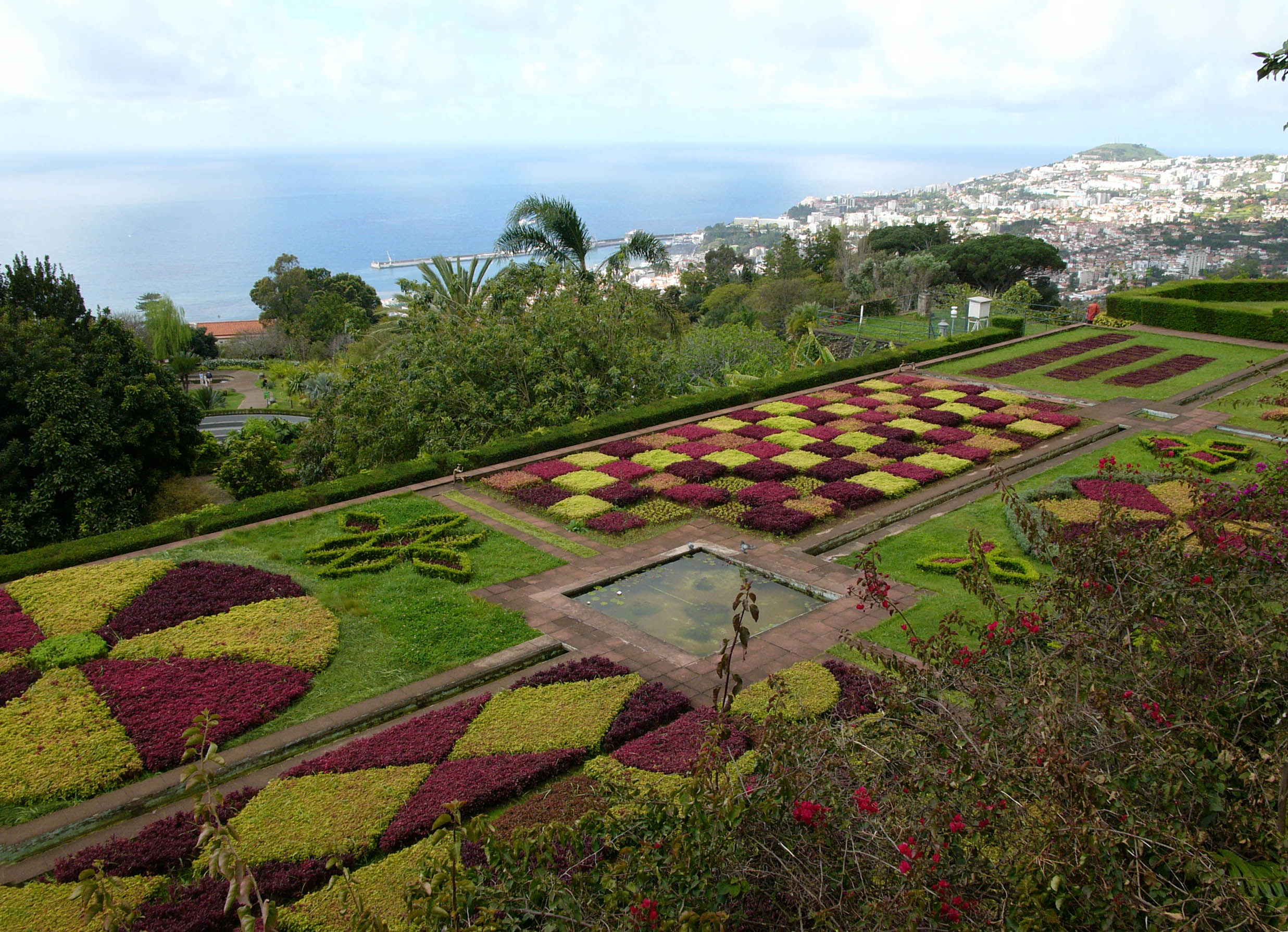
Ботанический сад Мадейры

Сочетание тропических и средиземноморских видов растений определяет изумрудно-зелёный цвет острова, где круглый год можно наблюдать за цветением орхидей, стрелитций, антуриум, магнолий и азалий среди многих других видов цветов.
Животный мир Мадейры условно делят на три группы: наземную, прибрежные и морскую фауны. В свою очередь, в зависимости от физической структуры, глубины и других характеристик, прибрежная фауна заселяет четыре зоны. Одним из важнейших представителей птиц является упомянутый выше мадейрский голубь (Columba trocaz), что считается эмблемой лаурисилвы. Наиболее представленным классом наземной фауны Мадейры являются насекомые, которые составляют около 75 % всего её видового состава, причем 20 % из них являются эндемиками для острова. Наземные моллюски насчитывает 31 семью с 291 видом.
В прибрежной фауне наземной зоны, что является переходом между сушей и морем, доминируют некоторые ракообразные, ящерицы, насекомые и птицы, а также цианобактерии, полихеты. Остальные три зоны прибрежной фауны представлены значительным видовым разнообразием рыб. Мелкие воды заселены представителями семьи бычковых.
Морская фауна острова во многом похожа на свой средиземноморский аналог, что объясняется географическим расположением Мадейры на почти одинаковом с Гибралтарским проливом широтой. Однако и здесь выделяют присущие только этому острову виды, в частности рыба-сабля черная (Aphanopus carbo), рыба-ящерица (Macrouridae) и некоторые представители ряда черепаховых. Выделяют также китообразных и тюленя-монаха (Monachus monachus).

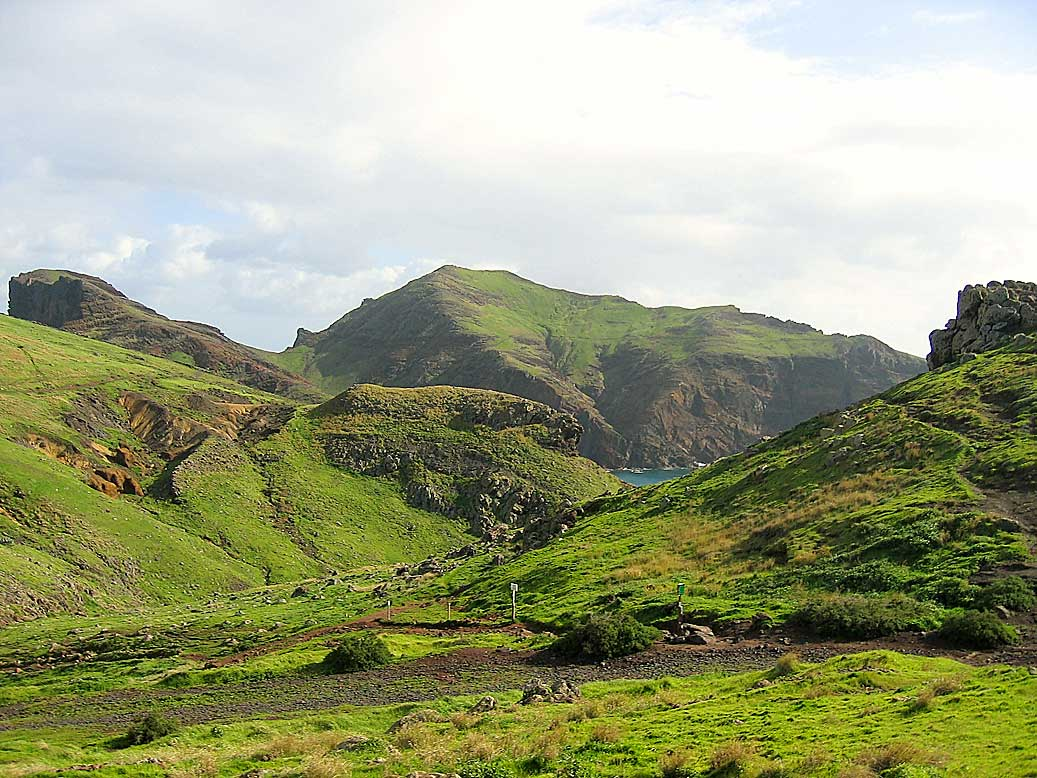
Панорама природного заповедника «Понта-де-Сан-Лоуренсу»

Примерно две трети площади острова пользуется статусом природоохранной территории. Начиная с 1982 года Региональным правительством Мадейры был создан один природный парк и три природных заповедника. Природный парк Мадейры (порт. Parque Natural da Madeira) было образовано в 1982 году и является крупнейшим по площади на острове. Кроме лаурисилвы, в его состав входят и другие природные комплексы и лесные экосистемы. Заповедник «Гаражау» (порт. Reserva Natural Parcial do Garaja') был создан в 1986 году и является единственным в Португалии морским заповедником. В акватории заповедника «Гаражау» можно наблюдать за экзотическими рыбами больших размеров, как например, Epinephalus guaza. Это занятие является весьма популярным среди любителей подводного фотографирования. Природный заповедник «Роша-ду-Нави» (порт. Reserva Natural da Rocha do Navio), находящегося в Сантана (Северная часть острова), был образован в 1997 году по инициативе местного населения. Он включает прибрежную территорию, что является потенциальным ареалом тюленя-монаха, которого местное население называет «морским волком», а также небольшой островок, на скалах которого растут редкие для Макаронезии виды растений. На территории крайнего востока острова находится природный заповедник «Понта-де-Сан-Лоуренсу» (порт. Reserva Natural da Ponta de S. Lourenç), создание которого приходится на 1982 год. В этом заповеднике можно увидеть эндемические виды флоры и фауны, а также посетить так называемый центр Окрестного воспитания.

## История

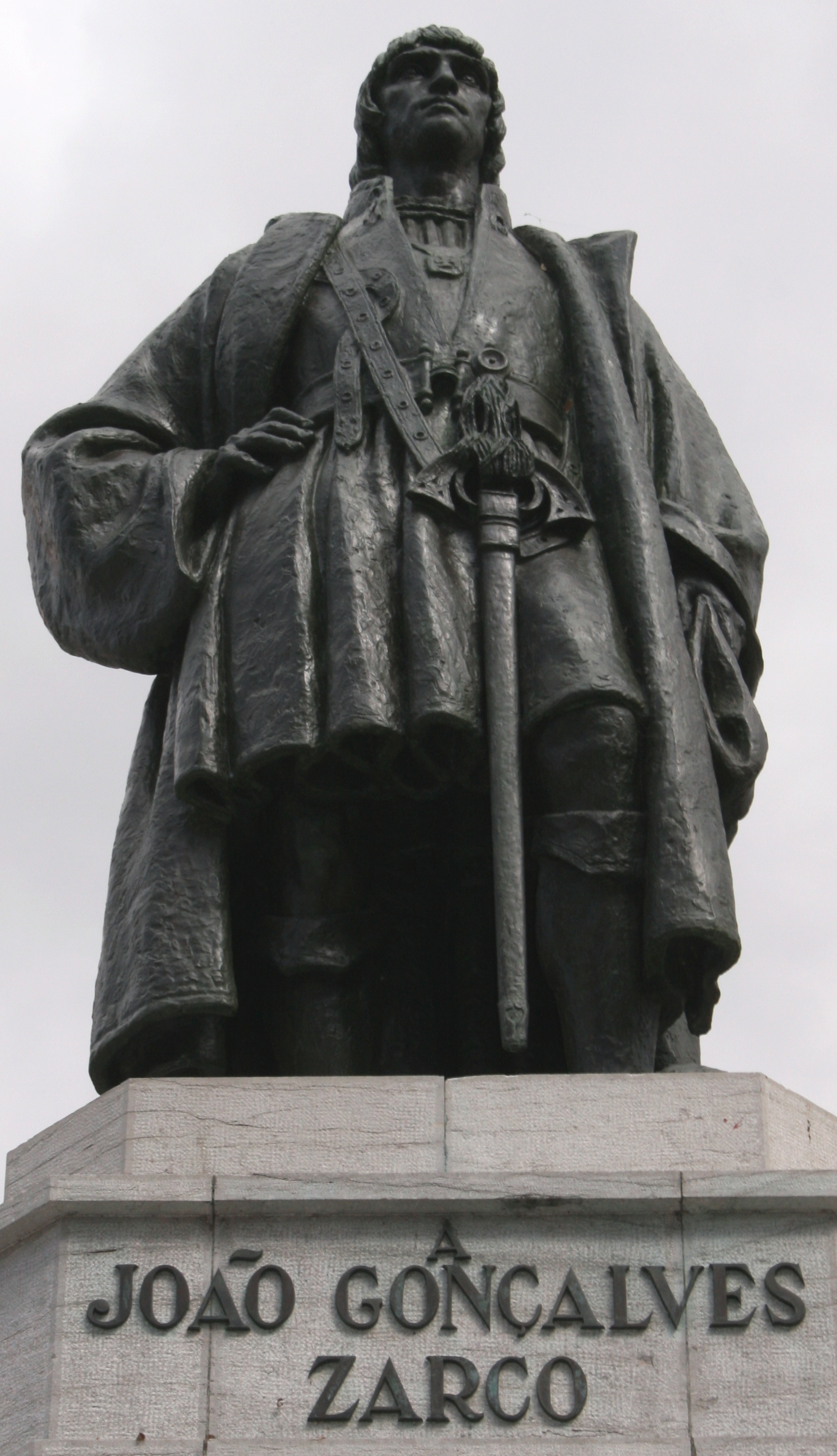
Памятник Зарку в центре города Фуншал

Существуют разные мнения относительно времени открытия острова. Некоторые историки считают, что остров был известен древним римлянам ещё задолго до прибытия португальских мореплавателей. Тогда Мадейра вместе с соседним островом Порту-Санту назывались пурпурными островами. Такие утверждения основываются не только на картах, но и на литературных источниках. В частности, в труде 1348—1349 годов Libro del Conocimiento испанские острова архипелага были названы Leiname, Diserta, Puerto Santo. Таким образом, современные названия островов, данные им португальцами, соответствуют более ранним: острова Diserta и Puerto Santo португальцы назвали Desertas и Porto Santo, а Leiname (в современном итальянском — Legname) означает «древесина, дерево, лес» — так же, как и Madeira в португальском.
Проведённый специалистами из Оксфордского университета радиоуглеродный анализ найденных на Мадейре останков домовых мышей доказывает принципиальную возможность посещения её в XI веке викингами.
Официальной же датой открытия архипелага считается 1418 год, когда два капитана португальского Инфанта Энрике Мореплавателя — Жуан Гонсалвеш Зарку и Тристан Ваш Тейшейра, попав в шторм при исследовании берегов Западной Африки, открыли остров Порту-Санту. В следующем, 1419 году, Энрике Мореплаватель отправил на Порту-Санту два корабля с колонистами. В июне 1420 года Жуан Гонсалвеш Зарку снова отправился к Порту-Санту и по прибытии обратил внимание на тёмную полоску на западном горизонте. Она выглядела как туча, но не двигалась. Отдохнув 8 дней в Порту-Санту, Зарку взял курс на запад и обнаружил остров, покрытый лесами и окутанный туманом, который издалека выглядел как туча. Остров получил название Мадейра (Madeira — «древесина, дерево, лес» по-португальски). По возвращении в Португалию Жуан Гонсалвеш Зарку был назначен пожизненным правителем острова (позднее управление островом стало передаваться в его семье по наследству). Тристан Ваш Тейшейра получил в управление северную часть острова. В мае 1421 года Зарку прибыл на остров со своей женой, детьми и с другими колонистами. Экономический потенциал и стратегическое значение острова было замечено, и в 1425 году по инициативе короля Жуана I Великого была начата его государственная колонизация. Начиная с 1440 года на острове вводится режим военной комендатуры с центром в Машику, а уже через 10 лет и в Фуншале.
Прибывших на остров первых колонистов сопровождали их семьи, а также небольшие группы знати, которые состояли из близкого окружения капитанов и бывших узников Португальской империи. Сначала ведение сельского хозяйства осложнялось густыми тропическими лесами, именуемыми лаурисилвы (порт. laurissilva), что вполне оправдывает имя острова, которое в переводе на русский язык означает «лес, древесина». Для создания минимальных условий и угодий пришлось вырубить часть лесов. Некоторые источники указывают, что тропический лес был уничтожен пожаром, вызванным колонистами. Кроме того, поскольку водные ресурсы острова распределены неравномерно, пришлось строить примитивную систему водоснабжения, так называемые левады («левадаш», порт. levadas) — узкие террасы с канавами, по которым вода стекала с гор к плантациям. Общая протяженность сети сегодня превышает 1400 км. В начале рыба и овощи составляли основу питания местного населения, поскольку выращивание зерновых не имело успеха.

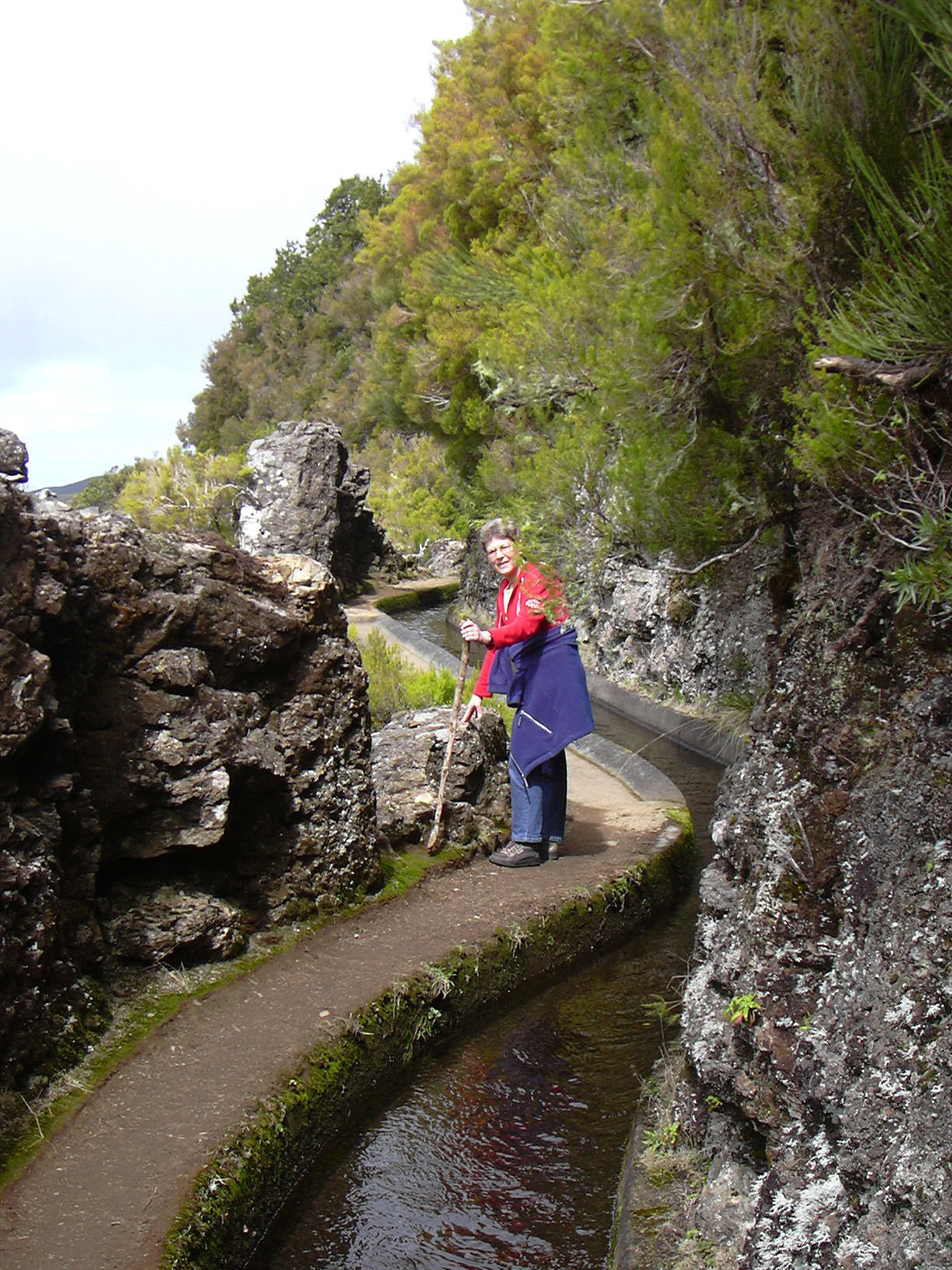
Горные «левадаш»

Между тем, на смену неудачным попыткам выращивания зерновых культур, по инициативе принца Энрике Мореплавателя, на острове внедряется сахарный тростник, редкий в Европе, для чего был поощрён переезд с Сицилии нескольких специалистов, специализировавшихся на этой важной культуре. Вскоре, после успешного начала производства сахара, на острове поселяются купцы евреи, генуэзцы и португальцы, а местная экономика начинает своё динамичное развитие в торговом отношении. Объёмы производства сахара росли настолько быстро, что вскоре возникла острая необходимость в привлечении дополнительной рабочей силы. Так, для удовлетворения этой потребности были завезены темнокожие рабы с Канарских островов, из Марокко и Мавритании, а позже и из других регионов Африки.
Развитие сахарной промышленности продолжалось вплоть до XVII века, когда на острове было изобретён процесс получения мадеры — вина цвета чая со слабым горьковатым вкусом и повышенным содержанием спирта, которое получают в результате так называемой мадеризации (термической обработки). Этот продукт постепенно стал не только важнейшим статьёй экспорта острова, но и его символом во всем мире, в то время как производство сахарного тростника в Португальской империи было перенесено в Бразилию, Сан-Томе и Принсипи.

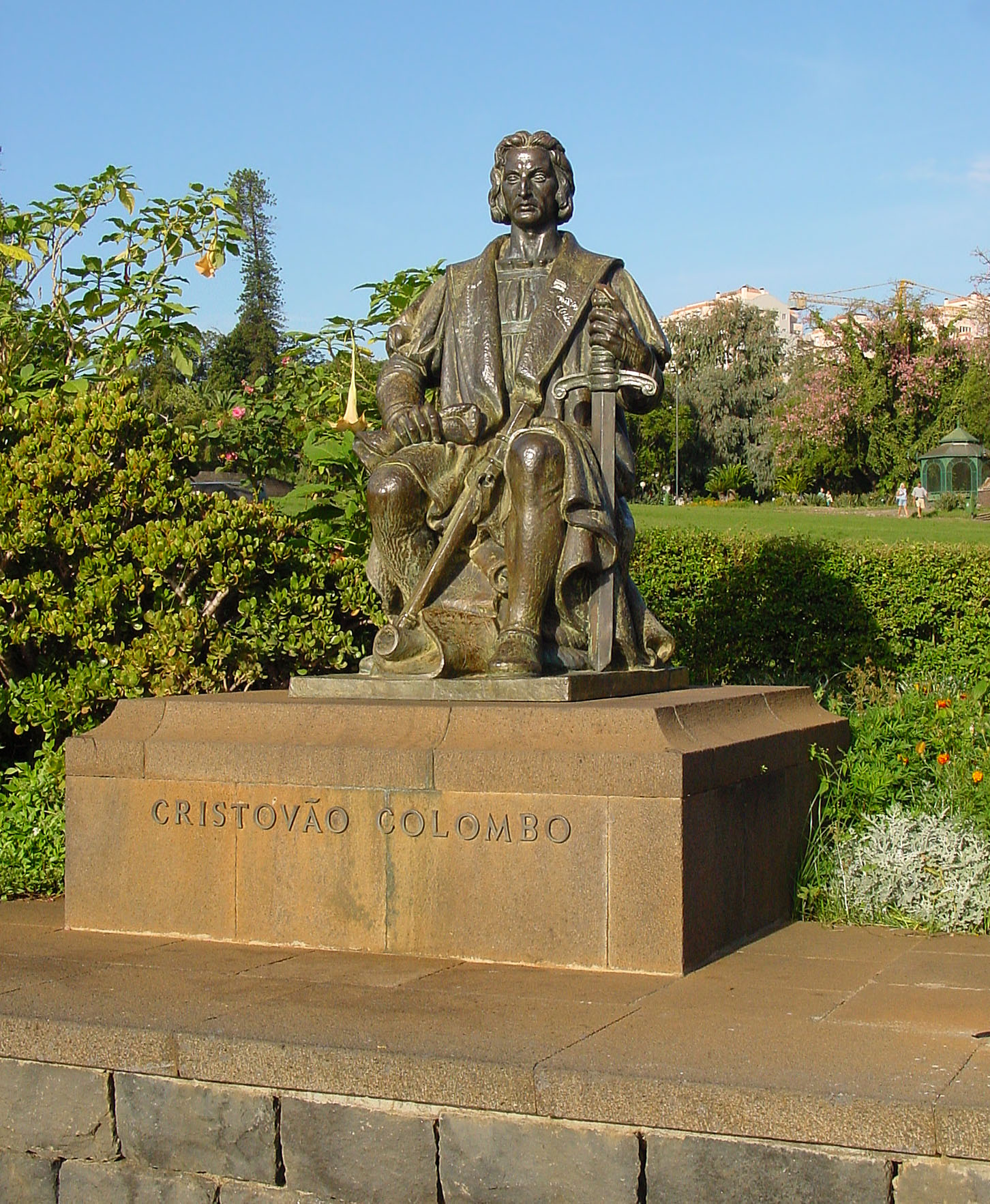
Памятник Колумбу в городе Фуншале

Остров с его главным морским портом в городе Фуншале приобрёл важное стратегическое значение практически сразу после открытия, благодаря своему выгодному географическому расположению он стал промежуточным пунктом на пути славных португальских каравелл, курсировавших водами Атлантического океана, начиная с XV века. Неоднократно на Мадейре и на соседнем острове Порту-Санту останавливался Христофор Колумб, сначала в коммерческих целях связанных с торговлей сахаром, а впоследствии во время своего третьего путешествия в Америку в 1498 году. В городе Фуншале в честь этого испанского мореплавателя установлен памятник, а на острове Порту-Санту, где он женился на дочери местного военного коменданта, существует его дом-музей.

## Административная структура и население
В административно-территориальном отношении остров представлен десятью муниципалитетами: Кальета, Камара-ди-Лобуш, Машику, Понта-ду-Сол, Порту-Мониш, Рибейра-Брава, Сан-Висенти, Санта-Круш, Сантана и Фуншал, которые в свою очередь разделены на муниципальные общины (порт. freguesias). Остров имеет шесть городов — Камара-ди-Лобуш, Канис, Машику, Санта-Круш, Сантана и Фуншал, причем крупнейшим населенным пунктом по количеству жителей является последний, — столица автономии, с числом жителей около 130 тыс. человек (вместе с пригородами), находящийся на южном побережье острова. Всего на острове проживает 262 302 человек, при средней плотности населения около 354,13 чел./км² (по состоянию на 2011 год). Основная часть населения острова сосредоточена в прибрежной полосе, главным образом на его южном побережье.
Количество иммигрантов, легально проживающих в автономии, по предварительным данным Миграционной службы Португалии по состоянию на 2007 год составила 7222 человек.
Список муниципалитетов острова Мадейры представлен в следующей таблице (количество жителей по данным Национальной ассоциации муниципалитетов Португалии как суммарный показатель соответствующих муниципальных общин состоянию на 2001 и 2006 годы).
| Порядковый номер | Название муниципалитета | Название муниципалитета | Герб и флаг соответствующего административного центра | Количество жителей, чел. | Количество жителей, чел. | Площадь, км² | Количество муниципальных общин |
| Порядковый номер | русский язык            | португальский язык      | Герб и флаг соответствующего административного центра | 2001 год                 | 2006 год                 | Площадь, км² | Количество муниципальных общин |
| ---------------- | ----------------------- | ----------------------- | ----------------------------------------------------- | ------------------------ | ------------------------ | ------------ | ------------------------------ |
| 1                | Кальета                 | Calheta                 |                                                       | 11 946                   | 11 856                   | 111,5        | 8                              |
| 2                | Камара-ди-Лобуш         | Câmara de Lobos         |                                                       | 34 614                   | 35 150                   | 52,1         | 5                              |
| 3                | Машику                  | Machico                 |                                                       | 21 747                   | 21 321                   | 68,3         | 5                              |
| 4                | Понта-ду-Сол            | Ponta do Sol            |                                                       | 8125                     | 8189                     | 46,2         | 3                              |
| 5                | Порту-Мониш             | Porto Moniz             |                                                       | 2927                     | 2762                     | 82,9         | 4                              |
| 6                | Рибейра-Брава           | Ribeira Brava           |                                                       | 12 494                   | 12 523                   | 65,4         | 4                              |
| 7                | Сан-Висенти             | São Vicente             |                                                       | 6198                     | 6063                     | 78,8         | 3                              |
| 8                | Санта-Круш              | Santa Cruz              |                                                       | 29 721                   | 32 696                   | 81,5         | 5                              |
| 9                | Сантана                 | Santana                 |                                                       | 8804                     | 8491                     | 95,6         | 6                              |
| 10               | Фуншал                  | Funchal                 |                                                       | 103 962                  | 100 847                  | 76,2         | 10                             |
| Всего            | —                       | —                       | —                                                     | 240 537                  | 239 898                  | 758,5        | 53                             |

## Экономика
С обретением регионом устава автономии в 1976 году, остров получил значительные экономические и налоговые льготы. Кроме относительно низкого налога на добавленную стоимость, который на острове составляет всего 15 % (для сравнения — в континентальной части страны НДС равен 20 %), Мадейра является исключительной экономической зоной Португалии, что делает её чрезвычайно привлекательной для инвестиций. С середины 20 века на острове наблюдается четкая тенденция роста доли третичного сектора экономики, прежде всего представлен туризмом.

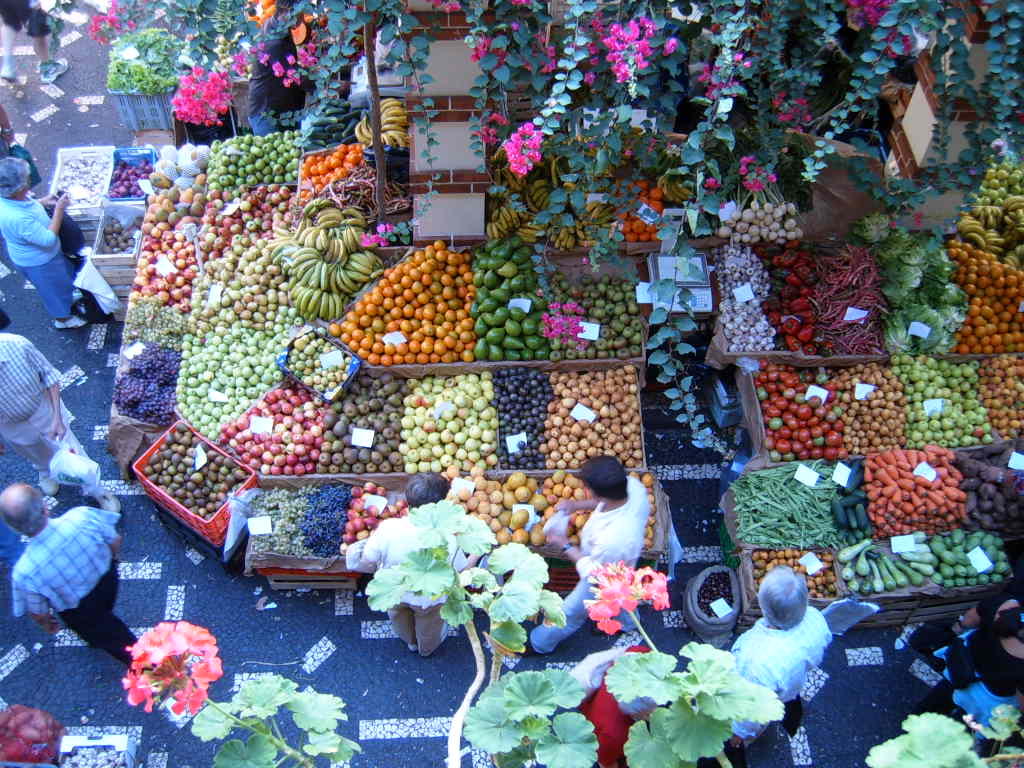
Рынок «Лаврадор» в Фуншале известный тропическими фруктами

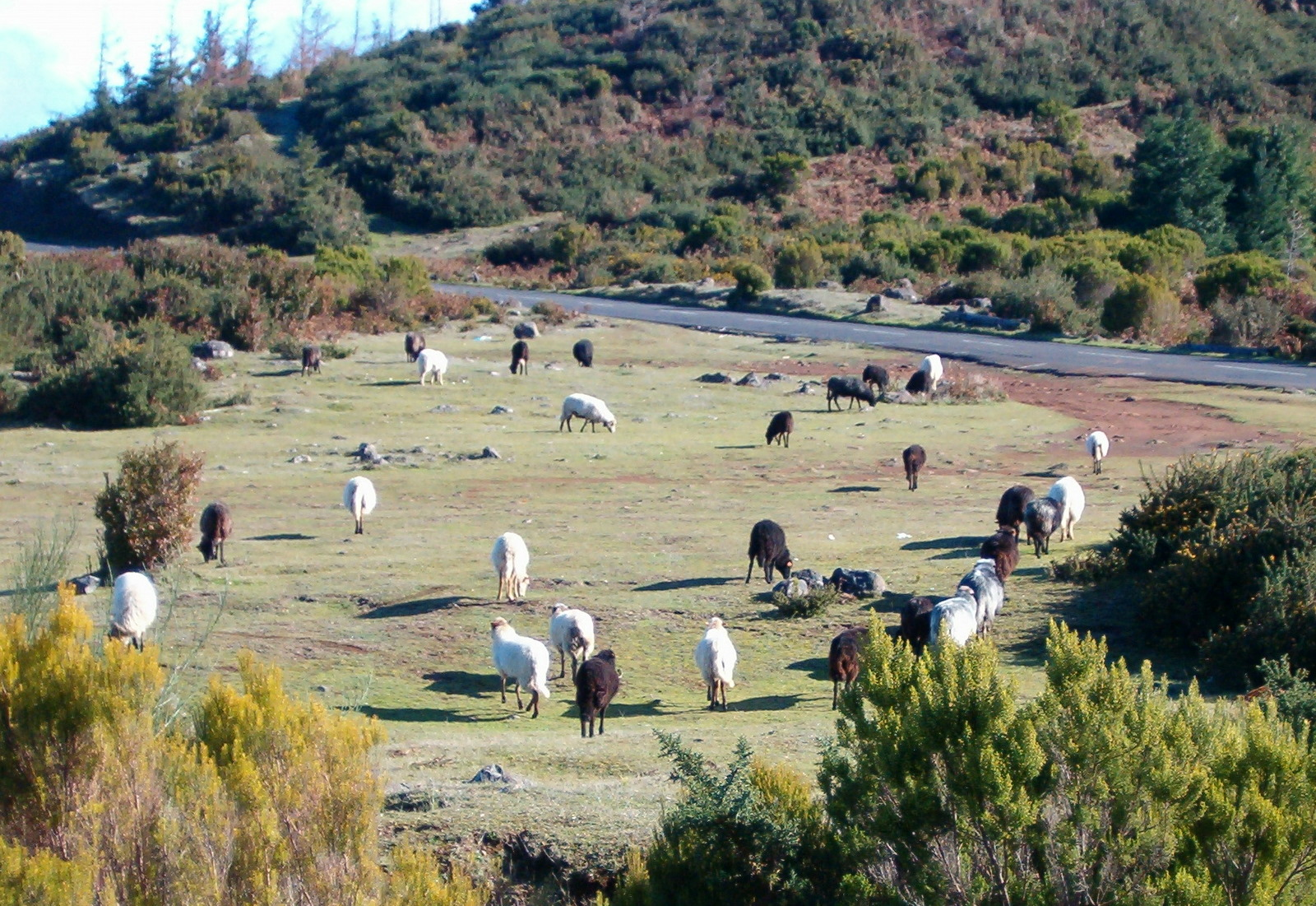
Пастбище в высокогорье острова

Сельское хозяйство продолжает занимать важное значение в развитии островной экономики. Почвы острова, являющиеся преимущественно суглинками вулканического происхождения, кисловатыми, с высоким содержанием гумуса, магния и железа, со средним содержанием фосфора и относительно бедными на калий, вместе с мягким климатом обусловливают относительно высокую урожайность сельскохозяйственных угодий. Кроме того, большинство виноградных угодий являются естественными склонами с наклоном более 25 %. Эти и другие характеристики обуславливают специфику производства вина на острове, что в 2006 году составило 5,12 млн литров. Урожай основных фруктовых культур на Мадейре в 2007 году составил 1368 тонн. Общие показатели урожаев основных овощных и фруктовых культур приведены в таблице:
| Урожаи основных сельскохозяйственных культур острова Мадейры          | Урожаи основных сельскохозяйственных культур острова Мадейры | Урожаи основных сельскохозяйственных культур острова Мадейры | Урожаи основных сельскохозяйственных культур острова Мадейры | Урожаи основных сельскохозяйственных культур острова Мадейры | Урожаи основных сельскохозяйственных культур острова Мадейры |
| Названия культур                                                      | Урожай, тонн                                                 | Названия культур                                             | Урожай, тонн                                                 | Названия культур                                             | Урожай, тонн                                                 |
| --------------------------------------------------------------------- | ------------------------------------------------------------ | ------------------------------------------------------------ | ------------------------------------------------------------ | ------------------------------------------------------------ | ------------------------------------------------------------ |
| Картофель                                                             | 1200                                                         | Груши                                                        | 87                                                           | Маракуйя                                                     | 13                                                           |
| Бананы                                                                | 500                                                          | Лимоны                                                       | 87                                                           | Киви                                                         | 11                                                           |
| Батат                                                                 | 400                                                          | Кукуруза                                                     | 80                                                           | Репа                                                         | 10                                                           |
| Яблоки                                                                | 195                                                          | Салат                                                        | 65                                                           | Сливы                                                        | 10                                                           |
| Фасоль                                                                | 165                                                          | Каштаны                                                      | 64                                                           | Бобы                                                         | 9                                                            |
| Капуста                                                               | 155                                                          | Лук                                                          | 52                                                           | Персики                                                      | 6                                                            |
| Сахарный тростник                                                     | 135                                                          | Морковь                                                      | 50                                                           | Перец овощной                                                | 4                                                            |
| Помидоры                                                              | 130                                                          | Ямс                                                          | 32                                                           | Клубника                                                     | 3                                                            |
| Апельсины                                                             | 114                                                          | Черешня                                                      | 22                                                           | Дыни                                                         | 2                                                            |
| Аннона                                                                | 104                                                          | Тыквы                                                        | 20                                                           | Папайя                                                       | 2                                                            |
| Ананасы                                                               | 88                                                           | Мандарины                                                    | 14                                                           | Арбузы                                                       | 1                                                            |
| Данные Регионального управления статистики Мадейры, данные на 2007 г. |                                                              |                                                              |                                                              |                                                              |                                                              |

В высокогорье острова есть множество пастбищ, что обусловливает производство молочных продуктов и мяса. В 2004 году производство мяса составило 4,061 тыс. тонн.
Рыболовство Мадейры специализируется в основном на отлове тунца и рыбы-сабли (Trichiurus lepturus).
Во вторичном секторе экономики острова выделяют традиционные ремесла (изделиями из лозы, вышивками и декоративными коврами). Главными промышленными центрами Мадейры является Фуншал, Камара-ди-Лобуш, Санта-Круш и Машику, в которых сконцентрировано большинство предприятий острова, в частности по производству макарон, сахара, мясо-молочной продукции, а также цемента.

## Туризм и отдых
Туристическая индустрия Мадейры сегодня является важнейшим сектором его экономики. Особый рост числа туристов на Мадейре начался с 1964 года, когда на острове были построены международный аэропорт близ города Санта-Круш. В 2006 году территорию автономии посетили около 908 тыс. туристов, из которых 94,9 % остановились на острове Мадейре. Средняя продолжительность пребывания туриста в автономии составляет 6,3 ночей, при общем количестве гостиничных заведений 196. Большинство из гостиниц расположено на территории муниципалитетов Фуншала и Санта-Круш- 66,6 % и 14,8 % соответственно. По стране происхождения преобладают туристы из Великобритании — 29,1 %, далее немцы (28,6 %), португальцы (14,3 %), французы (5,4 %), испанцы (4,9 %), финны (3,9 %) и остальные (28,0 %). Основными видами отдыха для иностранцев является экологический туризм, подводное плавание, спортивная рыбалка, культурный туризм, плавание на яхте. Кроме того, на острове действует казино, аквариум и два гольфовых поля на 18 и 27 лунок соответственно. Также туристов привлекают прогулки по утёсам отвесных скал. Популярна обзорная площадка выполненная из прозрачного стекла на склоне Кабу-Жиран.
Гражданам Европейского Союза и стран, с которыми Португалия имеет соответствующее соглашение, разрешается безвизовое пребывание на острове сроком до 90 дней. Всем остальным необходимо иметь въездную шенгенскую визу, обратный билет и паспорт, срок действия которого истекает не позднее, чем через три месяца.

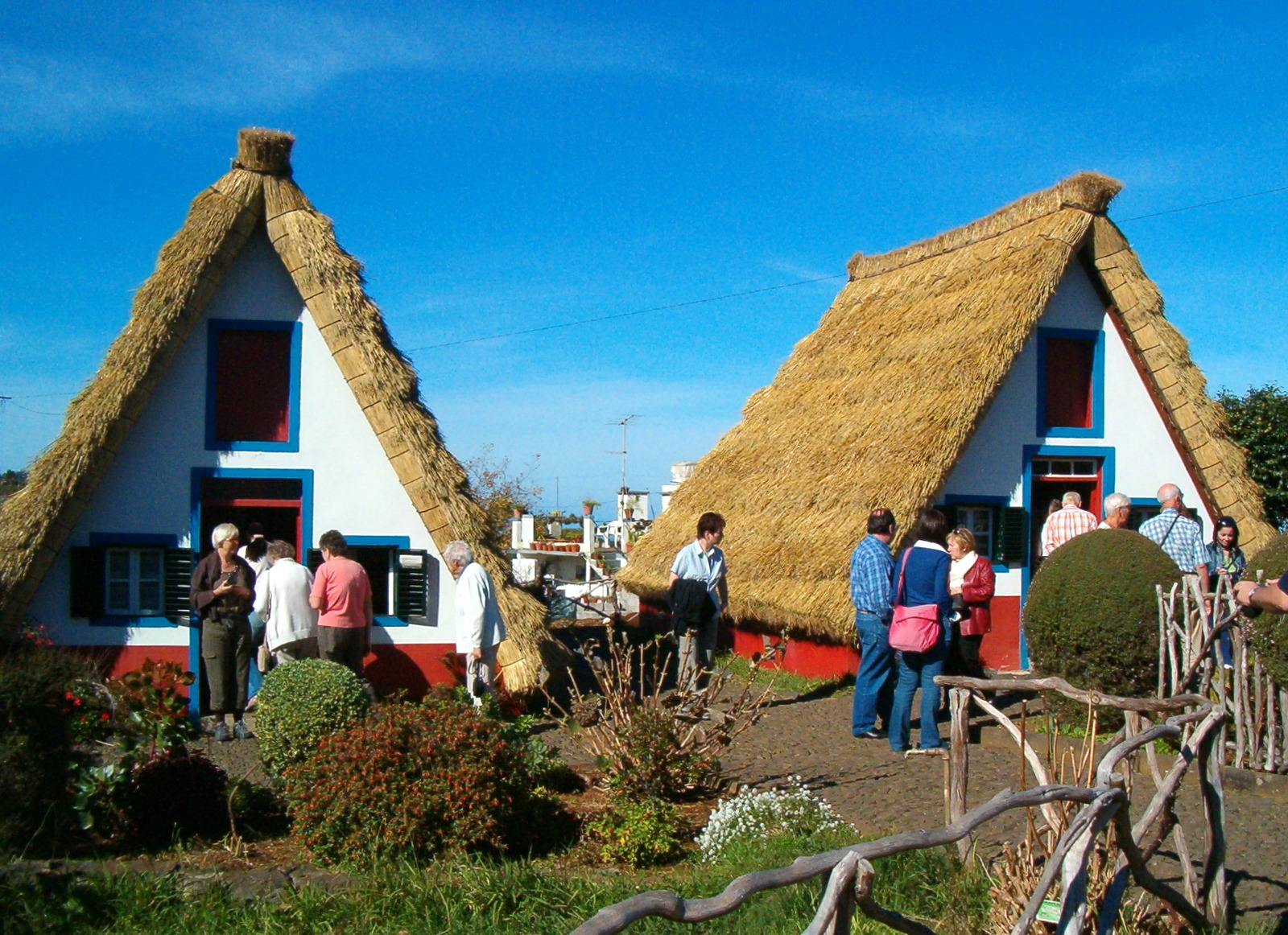
Популярные среди туристов треугольные домики в Сантане

В большинстве муниципалитетов острова, а также в международном аэропорту «Мадейра», действуют туристско-информационные центры, в которых бесплатно можно получить информацию, карты и брошюры:
| Название        | Название и адрес | Телефон            |
| --------------- | --- | ------------------ |
| Авенида-Арриага | Posto de Turismo da Avenida Arriaga, Avenida Arriaga nº16, 9004-519 Funchal                                                         | (+351) 291 211 902 |
| Аэропорт        | Posto de Turismo do Aeroporto, Santa Catarina de Baixo, 9100 Santa Cruz                                                             | (+351) 291 524 933 |
| Камара-ди-Лобуш | Posto de Turismo de Câmara de Lobos, Rua Padre Clemente Nunes Pereira, Casa da Cultura de Câmara de Lobos, 9300-116 Câmara de Lobos | (+351) 291 943 470 |
| Канисo-де-Байшу | Posto de Turismo do Caniço, 9125 Caniço de Baixo                                                                                    | (+351) 291 932 919 |
| Лугар-де-Байшу  | Posto de Turismo do Lugar de Baixo, Centro de Observação de Natureza, Lagoa Lugar de Baixo, 9360-119 Ponta do Sol                   | (+351) 291 972 850 |
| Машику          | Posto de Turismo de Machico, Forte Nossa Senhora do Amparo, 9200 Machico                                                            | (+351) 291 962 289 |
| Монументал-Лиду | Posto de Turismo Monumental Lido, Centro Comercial Monumental Lido, Estrada Monumental, 284, 9000-100 Funchal                       | (+351) 291 775 254 |
| Порту-Мониш     | Posto de Turismo do Porto Moniz, Vila do Porto Moniz, 9270 Porto Moniz                                                              | (+351) 291 852 555 |
| Рибейра-Брава   | Posto de Turismo da Ribeira Brava, Forte de São Bento, 9350 Ribeira Brava                                                           | (+351) 291 951 675 |
| Сантана         | Posto de Turismo de Santana, Sitio do Serrado, 9230 Santana                                                                         | (+351) 291 572 992 |

## Транспорт

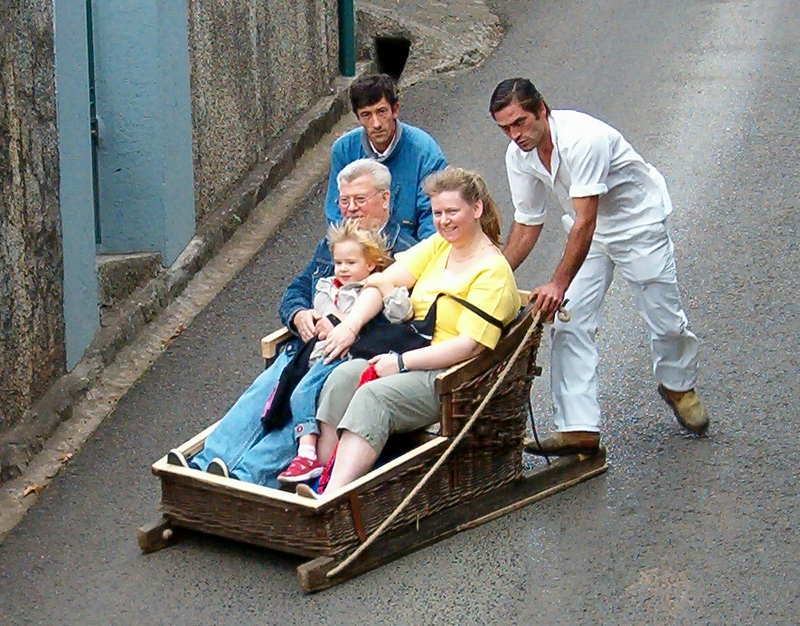
Традиционный плетёная корзина-сани «карру де сешту» в Фуншале

Мадейра имеет достаточно развитую транспортную систему, причём основной пассажиропоток проходит через муниципалитеты Фуншал и Санта-Круш. В последние десять лет были построены современные автомобильные дороги, значительная часть которых является тоннелями и эстакадами. Остров имеет удобную сеть общественного городского транспорта, а также воздушное и морское сообщение с Португалией и другими странами мира. При внутренних перевозках большой популярностью пользуется автобусный транспорт, а также такси.
Важную роль в соединении острова с континентальной частью страны играет построенный в 1964 году международный аэропорт, который в 2000 году претерпел реконструкции взлётно-посадочной полосы, значительная часть которой является эстакадного типа. Время полёта между островом и Лиссабоном составляет около 90 минут. Основные авиаперевозчики: Austrian Airlines, British Airways, EasyJet, TAP Portugal.
Морское пассажирское сообщение в основном осуществляется с Канарскими островами, континентальной Португалией и соседним островом Порту-Санту. Время плавания из Фуншала до последнего занимает около 2 часов 15 минут, а стоимость билета для взрослых без льгот в оба конца составляет 51,80 или 60,10 евро в зависимости от сезона.
Сейчас железнодорожный транспорт на острове отсутствует. Единственная железнодорожная линия, существовавшая на острове с 1893 года и соединяла город Фуншал с его северными пригородами, была дезактивирована в 1943 году.
Традиционным транспортом Фуншала с 1850 года считаются плетёные корзины-сани на деревянных полозьях или «карру де сешту» (порт. Carro de Cesto — вагон-корзина). Передвигается «карру де сешту» скольжением с помощью двух мужчин, толкающих корзину вниз по улице (смотри изображение). Средняя скорость передвижения 20 км/ч, максимальная может достигать 38 км/ч, а время проезда составляет от 6 до 10 минут на расстоянии около 2 км между Монте и Ливраменто. Сегодня «карру де сешту» очень популярно среди туристов. Стоимость проезда в нём составляет 25 евро за одного пассажира или 30 за двух.
Другими видами транспорта на острове, пользующихся популярностью среди туристов, есть пять канатных дорог, а также аэростат, который находится в гавани Фуншала. Популярным среди туристов прогулочный вертолет, однако это удовольствие весьма дорогое.

## Архитектура и музеи

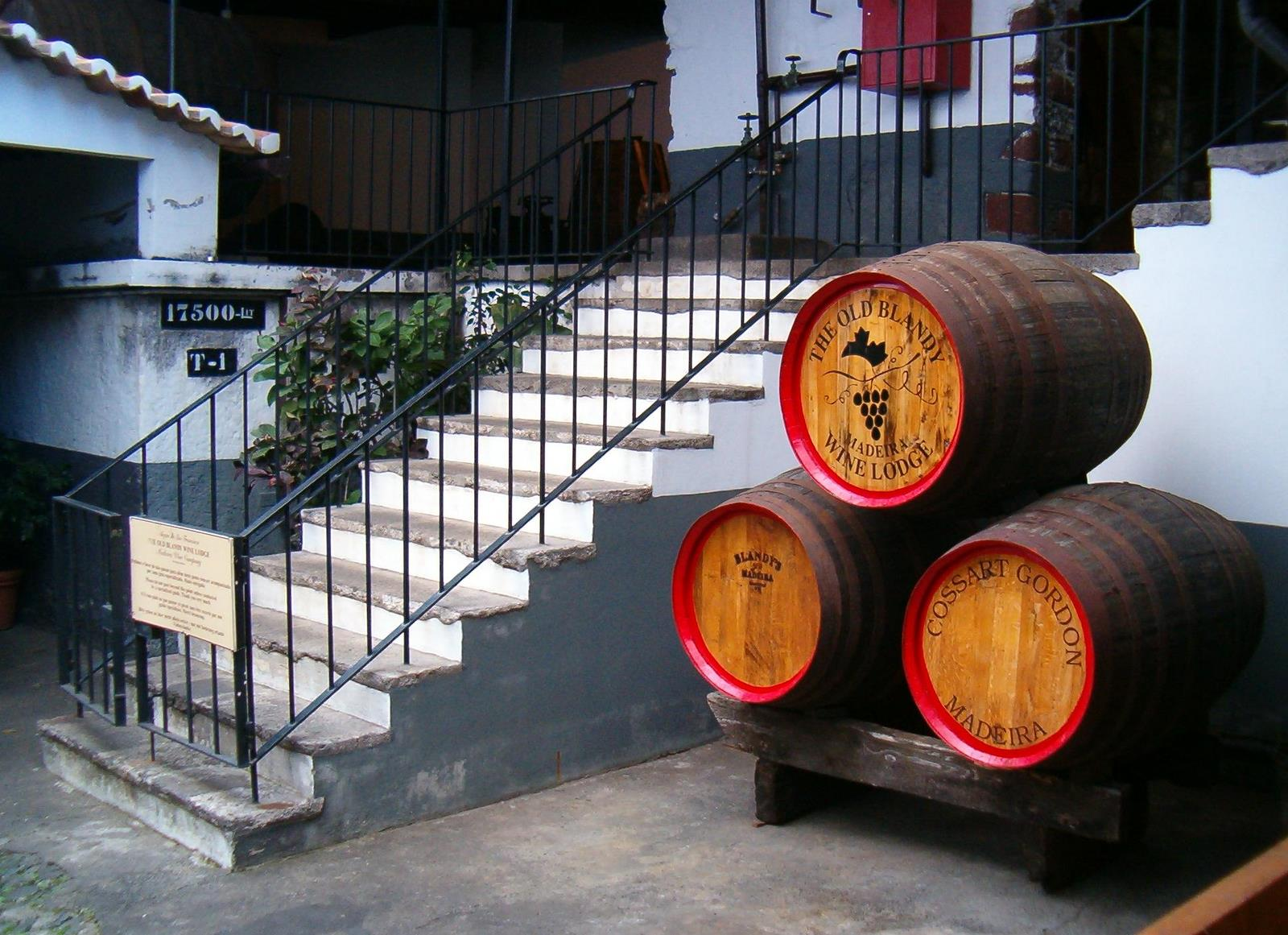
На территории музея мадеры

В XV—XVI веках благодаря своему географическому положению остров Мадейра стал одним из важнейших центров мореплавания Атлантического океана, через который проходили сотни коммерческих кораблей, которые вели торговлю со всей Европой. Архитектурная и музейная наследие острова очень разнообразна, что имеет огромное культурное значение. Например, в Музее сакрального искусства (порт. Museu de Arte Sacra) можно увидеть картины XVI—XVIII веков на религиозную тематику, а также удивительные образцы скульптуры и ювелирного искусства. В музее Кинта-дас-Крузис (порт.  Museu da Quinta das Cruzes ) собраны уникальные коллекции старинных португальских и иностранных мебели начиная с XVI века, фарфор из Индии и Европы XVII века, редкие изделия из слоновой кости, а также картины и гравюры начиная с XVI века. Музей виноделия занимает целый дворец, построенный в XIX веке в стиле неоклассицизма и вместе с прилегающими подвалами сохраняет не только фотографии и гравюры на винодельческую тематику, но и образцы оборудования, которое использовалось на протяжении истории производства мадеры. Музей китобойного промысла в Канисали является относительно новым, поскольку был открыт в 1990 году. Его экспонаты вместе с типичным китобойным кораблем показывают важность охоты на этих млекопитающих, которое ещё недавно было важным сектором в экономике острова.

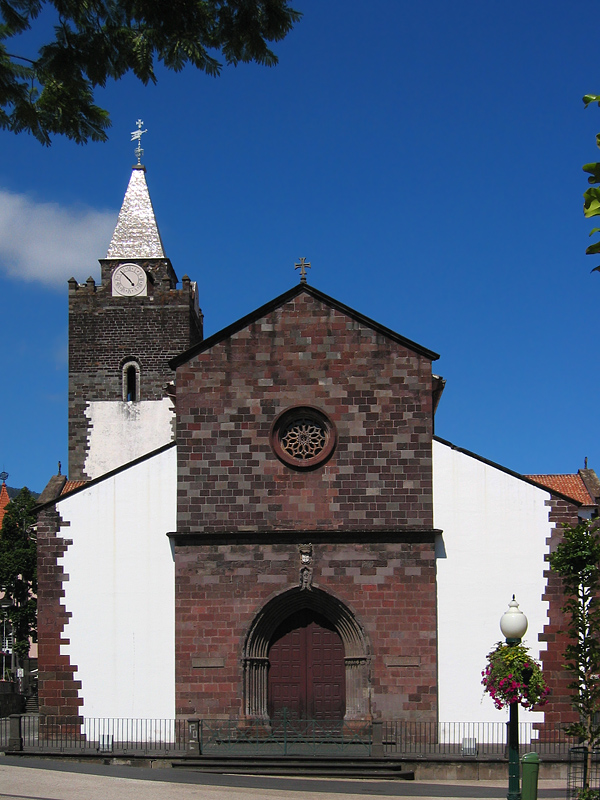
Собор Фуншала

Потолок главного собора Фуншала, Кафедрального (порт. Sé Catedral) изготовлен из резного дерева (древесина заготовлялась в местных лесах). В самом же здании собора, возведенным в 1514 году, оригинально сочетаются влияния различных архитектурных стилей: центральные врата выполнена в готическом стиле, а его алтарь содержит позолоченные детали XVI века, выполненные в характерном для тогдашней Португалии стиле мануэлино. Гордостью острова является церковь Святого Евангелиста (порт.  Igreja de São Envagelista ), которая была построена иезуитами. Алтарь этой церкви был изготовлен в XVII веке с элементами золота. Там же можно увидеть элементы из типового в Португалии голубого кафеля и картины XVI—XVIII веков.

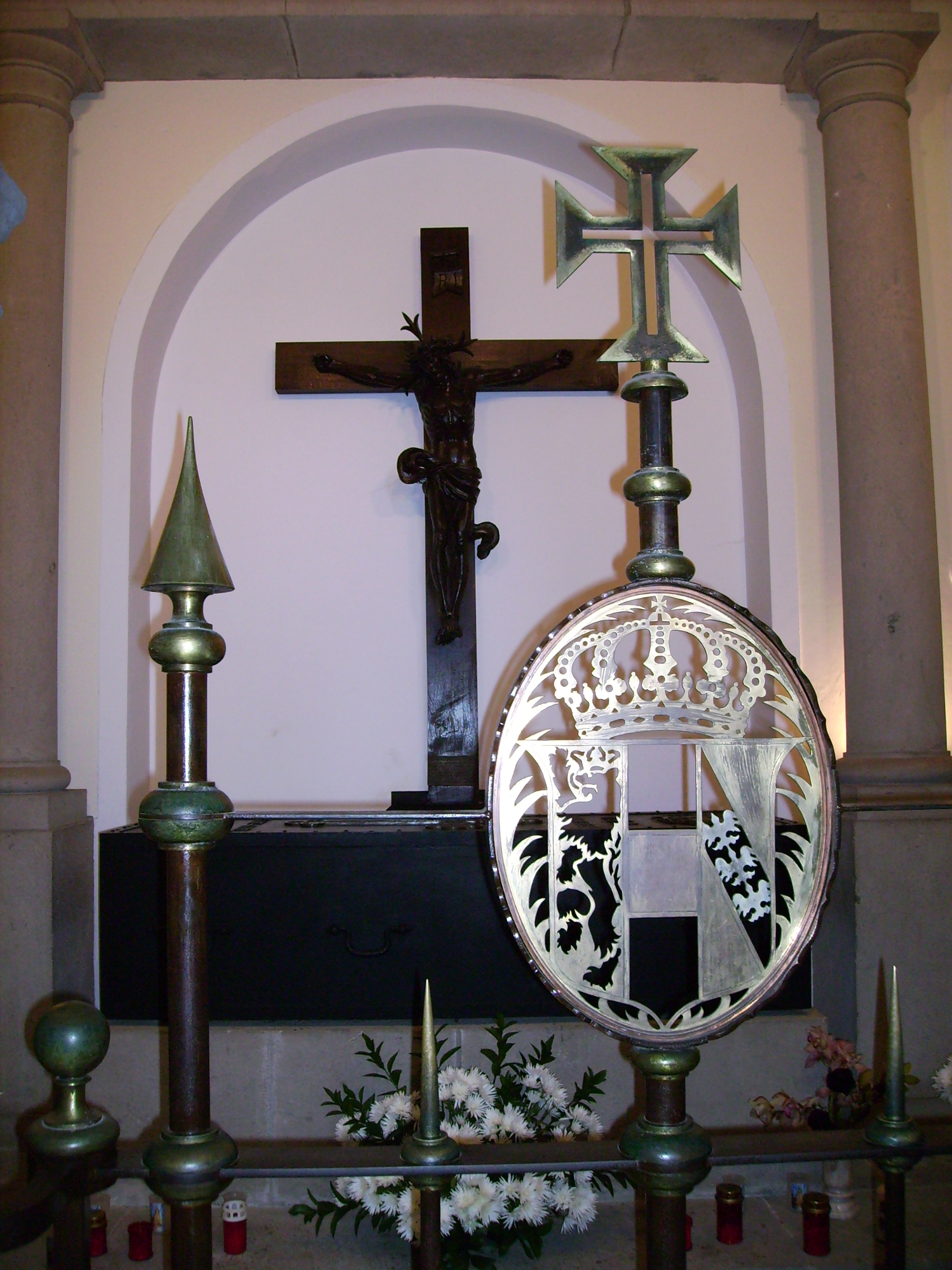
Саркофаг Карла І

Однако наибольший интерес вызывает построенная в XVIII веке церковь Монте, где в небольшой боковой часовне похоронен последний правитель династии Габсбургов, император Австрии, король Венгрии и Богемии, Карл Первый, умерший на острове 1 апреля 1922 года. Позднее, 3 октября 2004 он был беатифицирован Папой Римским Иоанном Павлом Вторым.
Многочисленные усадьбы острова, что в прошлом были местами обитания королей, принцев, политиков, писателей и артистов, сегодня составляют его архитектурное наследие. В XIX веке быть владельцем усадьбы на Мадейре считалось престижным. Многие известные люди стремились приобрести усадьбу на территории острова.

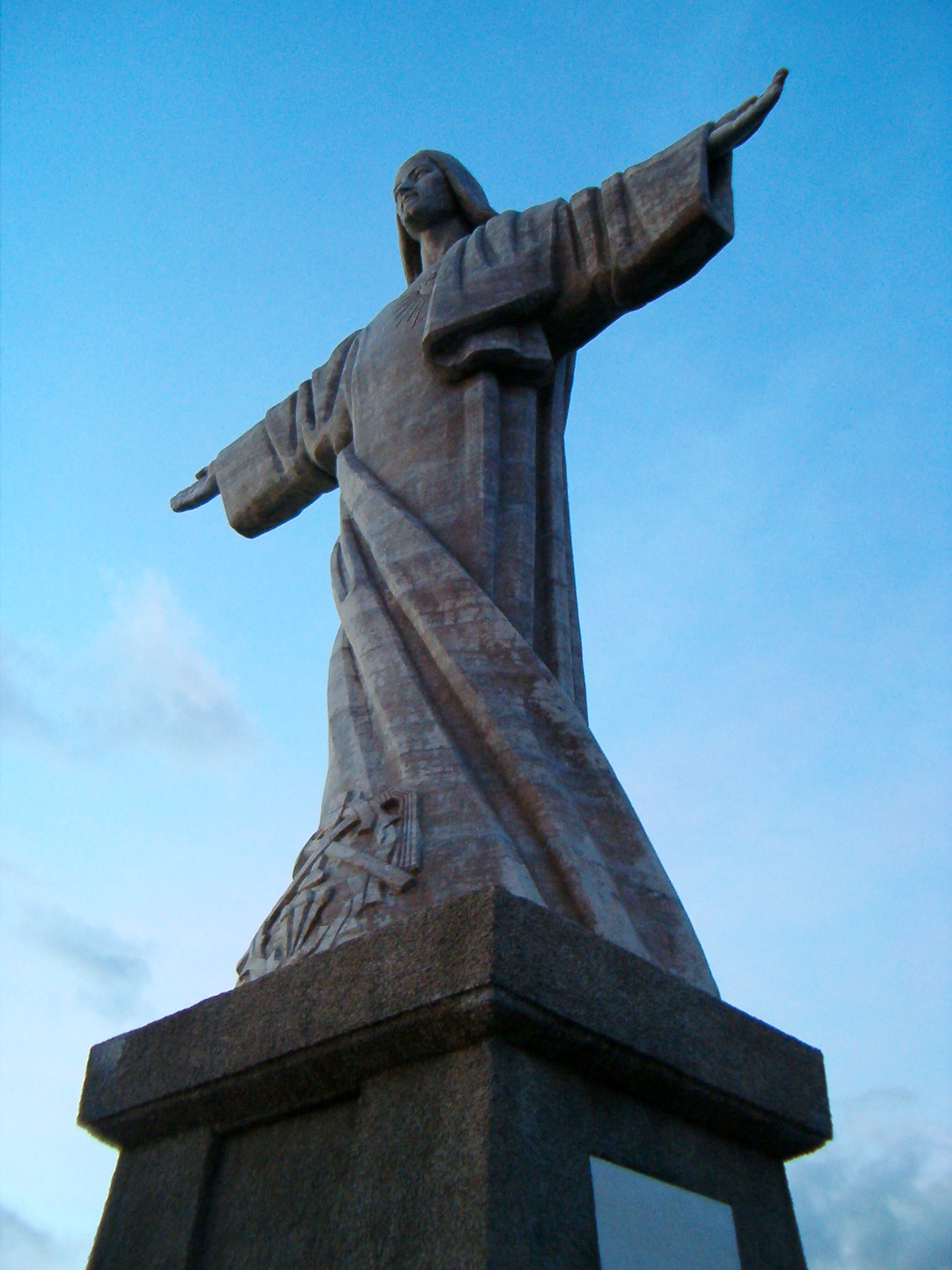
Статуя Святого Сердца Христова

Достопримечательностью острова и одним из символов христианства является Статуя Святого Сердца Христова (порт. Sagrado Coração de Jesus), находящийся в городе Канис и представляет собой фигуру Спасителя с распростертыми для объятий руками. Эта статуя была возведена в 1927 году ещё задолго до её аналогов — статуй Спасителя в Рио-де-Жанейро и в Алмада.
К другим важным архитектурных памятников острова принадлежит здание Регионального парламента Мадейры, так называемая «Ассамблея», построенная по приказу короля Мануэла Первого в 1508 году.
Муниципальный театр им. Балтазара Диаша находится в самом центре Фуншала. Внутренняя часть его потолка содержит большое количество отлитых элементов в стиле эпохи романтизма, а сам театр имеет четыре яруса.
Главный дворец острова, который называется Дворцом Сан-Лоренсу, на протяжении своего существования подвергался нескольких реконструкций. В настоящее время он является официальной резиденцией премьер-министра Португалии и военного коменданта острова.
Крепость Сантьягу, построенная в начале XVII века, до 2015 года использовалась как помещения для Музея современного искусства (порт. Museu de Arte Contemporânea), в котором были выставлены не только коллекции португальского искусства начиная с 1960-х годов, но и временные экспозиции работ различных художников и художников современности. См. Музей современного искусства Мадейры.

## Культура и традиции
Население острова строго придерживается многолетних культурных традиций и стремится сохранить их народный дух. Карнавал на Мадейре, как и в других католических странах, происходит во вторник за 40 дней до Пасхи. Однако народные гуляния начинаются ещё с субботы, когда процессия направляется в центр Фуншала, причем ежегодно тема карнавальных костюмов различна и соответствует определенному событию в истории Португалии. В процессии участвуют тысячи людей, заполняя улицы города музыкой и радостью, а разноцветные костюмы участников и декорации улиц привлекают много зрителей и танцоров из других стран. Сразу после Пасхи наступает черед Праздника цветов (порт. Festa da Flor), когда основные улицы Фуншала украшаются экзотическими цветками ярких цветов с приятными ароматами, а праздничные гуляния сопровождаются наполненными цветами возами, каждый из которых является аллегорией определённого исторического события. В Фуншале есть очень хорошая традиция — накануне Праздника цветов на главной площади города собираются тысячи детей для выкладки цветов в форме стены, или как её называет местное население, — «стены надежды» (порт. Muro da Esperança).
Кроме этих ежегодных праздников, которые хорошо известны за пределами острова, организуются традиционные концерты, спектакли, выступления фольклорных групп. В сентябре, когда по всей территории острова начинается сбор винограда, отмечают Праздник вина. А в честь вина мадеры здесь ежегодно проводится один из этапов Чемпионата Европы по автогонкам — Ралли «Винью да Мадейра», которые одновременно являются крупнейшим спортивным событием всего региона. Встреча Нового года на Мадейре является незабываемым впечатлением благодаря грандиозному зрелищу — фейерверку, который производится почти из 50 установок и длится более 10 минут. Эти и другие события делают остров круглогодичным праздником.